# Dvor
Dvor (lat. curtis, nemško hof, angl. court ali courtyard) je razkošno bivališče vladarja, članov njegove družine in sodelavcev. V zgodnjem srednjem veku je bil lesena ali kamnita stavba in utrjeno središče fevdalne posesti.
Dvor pa je bil v zgodnjem in visokem srednjem veku tudi del pridvornega gospodarstva, ki ga je zemljiški gospod upravljal sam ali s svojimi organi. Zemljo je obdelovala nesvobodna delovna sila, ki je skrbel za njihovo nastanitev in najnujnejše vzdrževanje, pridelek pa je pobiral sam.

## Zgodovinska uporaba
Dvori kot del pridvornega gospodarstva so se lahko bistveno razlikovali glede na njihovo lokacijo znotraj kompleksa:
Dvorišče dvora je obdano z vseh strani z velikimi stavbami. Obstajajo različne vrste in imena, med pomembnejšimi je častno dvorišče ali Cour d'honneur. Pravokotni tlorisi so bili najbolj razširjeni. Če je bil dvor priložena kot samostojen element, je bil najpogosteje kvadratnega tlorisa. Poligonalne ali okrogle oblike so redke (primer: Palača Karla V. v Alhambri). V srednjeveških gradovih so bile pogoste nepravilne poligonalne terase, ki so bile posledica prilagajanja gradu naravnemu terenu.
Posebna oblika dvora je atrij, ki je odprt ali prekrit s steklom in se uporablja za dostop do prostorov.
Preddverje je dvor pred stavbo, ki ustvarja prehod med javnim območjem ulice ali trga in glavno stavbo. Preddverje najdemo predvsem v prestižnih zgradbah v kraljevskih palačah in imajo pogosto ritualno funkcijo. Preddverje cerkva se imenujejo narteks.
Dvorišče za stavbo je običajno služilo gospodarskim dejavnostim in zato običajno nima umetniške in arhitekturne zasnove.

## Primerjava po vsem svetu
Ur, 2000 pr. n. št. - dvonadstropne hiše zgrajen iz žgane opeke so bile zgrajene okoli odprtega trga. Kuhinja, delovni in javni prostori so se nahajali v pritličju, zasebne sobe pa v zgornjem nadstropju. 
Osrednje nepokrito območje v rimske domusu se je imenovalo atrij. Danes za to uporabljajo izraz dvorišče, besedo atrij pa se uporablja za opis zastekljenega dvorišča. Rimske atrijske hiše so bile zgrajene vzdolž ulice. Bile so eno nadstropne hiše brez oken, ki so svetlobo dobivale od vhoda in iz osrednjega atrija. Ognjišče, ki se je uporabljalo v središču doma, se je preselilo, zato rimski atrij najpogosteje vsebuje osrednji bazen, ki se je uporabljal za zbiranje deževnice in se imenuje tudi impluvium. Ti domovi so pogosto imeli tudi drugo območje na prostem, na vrtu, ki bi bil obkrožen s stebriščem v grškem slogu, ki tvoril peristil. To je ustvarilo pešpot (kolonada) okoli oboda dvorišča, kar je vplivalo na samostanske zgradbe stoletja kasneje.
Dvorišče hiše na Bližnjem vzhodu izraža nomadski vpliv v regiji. Namesto uradnega imenovanja prostorov za kuhanje, spanje, itd, so se te dejavnosti odvijale skozi vse leto, prilagojeno na spremembe v temperaturi in položaj sonca. Pogosto so uporabljali ravne strehe za spanje v toplem vremenu. V nekaterih islamskih kulturah so zasebna dvorišča samo notranja, prostor za ženske, da so se neopažene sprostile.
Tradicionalna kitajska hiša z dvoriščem, na primer siheyuan, je posledica več posameznih hiš okoli trga. Vsaka hiša spada k drugi družini, dodatnih hiše v ozadju so se gradile za namestitev dodatnih družinskih članov po potrebi. Kitajsko dvorišče je prostor zasebnosti in miru, skoraj vedno z vgrajeno funkcijo vrta in vode. V nekaterih primerih so hiše zgrajene s številnimi dvorišči, ki so povečala zasebnost, ko so se umaknili iz ulice.
V bolj sodobni različici kitajskega modela dvorišča je to lahko uporabljeno za delitev doma v krila; na primer eno krilo hiše je za dnevne aktivnosti, drugo krilo lahko za spanje. 
Srednjeveški evropski dvor (tudi kmetija) uteleša tisto, za kar mislimo danes kot enega najbolj arhetipskih primerov dvorišča, štiri stavbe razporejene okrog kvadratnega dvorišča s strmo streho krito s slamo. Osrednje dvorišče je bila uporabljena za delo, zbiranje in včasih zadrževanje malih živali. Povišan hodnik je pogosto tekel okrog dveh ali treh strani dvorišča. Takšne strukture so zagotavljale zaščito in bi se lahko celo branile.

## Ustrezno danes
Vse več arhitekti raziskujejo načine, kjer dvorišča igrajo pomembno vlogo pri razvoju današnjih domov in v mestih. Na gosto poseljenih območjih lahko dvorišče zagotavlja zasebnost družini, prostor za počitek od divjega ritma vsakdanjega življenja in varno mesto za otroško igro. Arhitekti eksperimentirajo z dvorišči kot način za zagotavljanje zunanjega prostora za majhne skupnosti ljudi. Dvorišče obdano z 12 hišami na primer, zagotavlja skupni park. Čeprav to zveni kot sodobna rešitev za notranji problem mesta, je bila skupina hiš s skupnim dvoriščem običajna praksa med Inki že v 13. stoletju.

## Galerija
- Daisen-in, tempelj Daitoku-dži, eden od petih najpomembnejših Zen templjev v Kjotu
- Rim, Italija, dvorišče
- Saint-Émilion, romanske ruševine
- Mestna palača, Udaipur, Indija
- Tripoli, hiša Karamanli
- Notranjost zgradbe ING, Edmonton, Kanada
- Dvorišče in bazen v Rakib-khaaneh dvorcu v Isfahanu, Iran
- Centralni patio v Buenos Airesu, Antonio Ballvé Penintetiary Museum
- Šolsko dvorišče v Kannurju, Indija